# Krisztián Kenesei
Krisztián Kenesei (né le 7 janvier 1977 à Budapest) est un footballeur hongrois, qui évolue actuellement au poste d'attaquant.

## Biographie

### Club
Kenesei commence sa carrière dans le club du MTK Hungária, où il joue pendant neuf ans. Il part ensuite jouer dans le club de l'Győri ETO et du Buzi Egerszeg, avant de partir jouer en Chine au Beijing Guoan qu'il rejoint le 25 août 2003, pour un contrat de trois ans, jusqu'en 2006. Kenesei est prêté dans l'un de ses anciens clubs au Győri ETO en 2005.
En janvier 2007, il signe pour le club hongrois de Vasas, et signe le 30 juillet 2007 dans l'équipe italienne de Serie B de l'US Avellino. Lors de la saison 2008/09, il joue dans le club du Szombathelyi Haladás.

### Carrière internationale
Kenesei a joué pour la Hongrie, mais ne sera jamais rappelé en sélection lorsqu'il partira jouer en Chine. Kenesei a en tout joué sept matchs lors des qualifications de l'Euro 2004.

## Palmarès
- Championnat de Hongrie : 1997, 1999, 2002, 2003
  - Finaliste : 2000
- Coupe de Hongrie : 1997, 1998
  - Finaliste : 2000
- Supercoupe de Chine : 2004
- Meilleur buteur du championnat de Hongrie : 2003